# Constantin Aferăriței
Constantin Aferăriței (n. 8 martie 1948) a fost un deputat român în legislatura 1996-2000, ales în județul Iași pe listele Convenției Democrate din România. Constantin Aferăriței a fost membru în grupul parlamentar de prietenie cu Republica Italiană. 
A participat la revoluția română din 1989. A fost vicepreședinte al Asociației 21 Decembrie din București.